# 阿拉亞

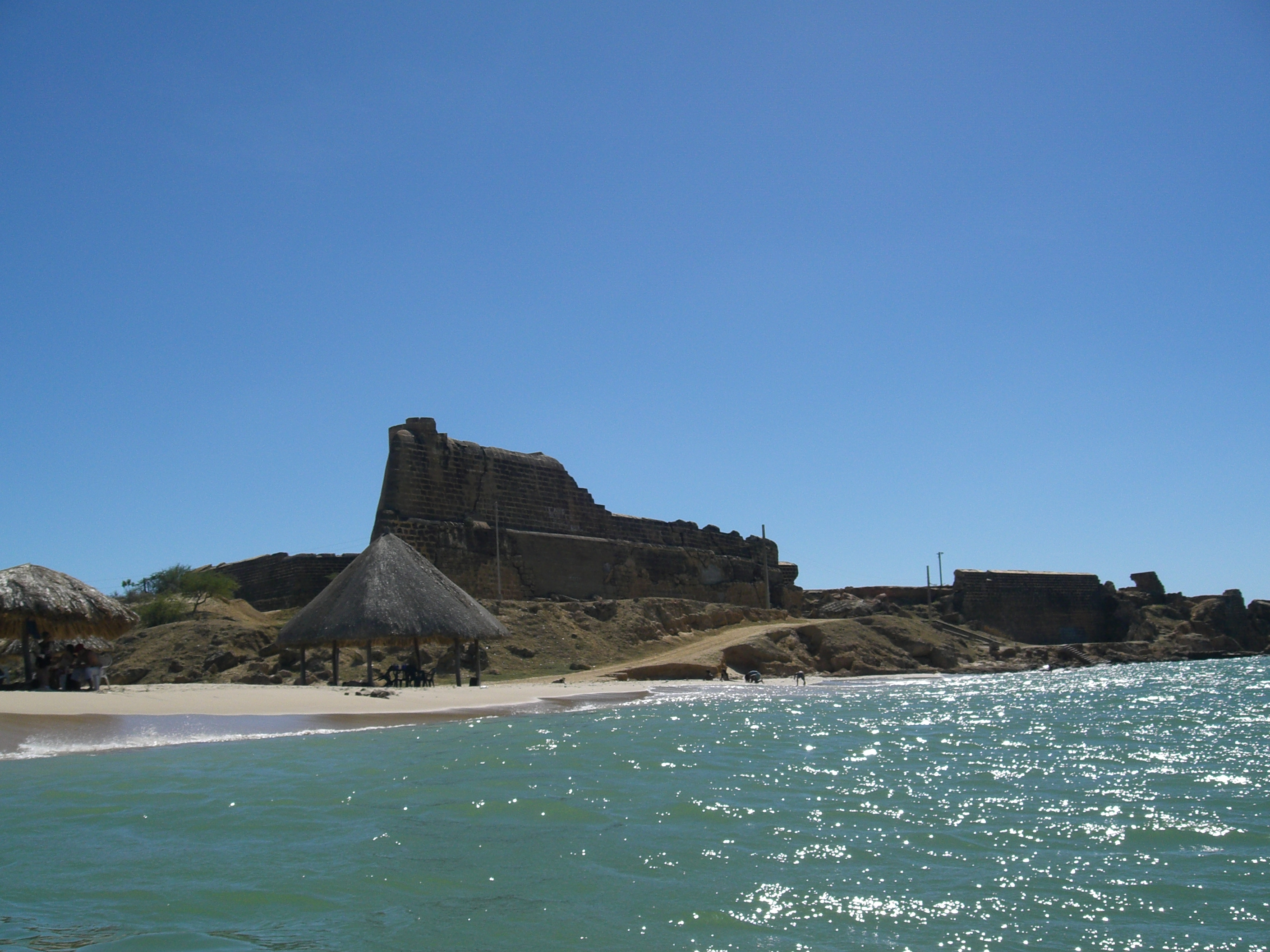

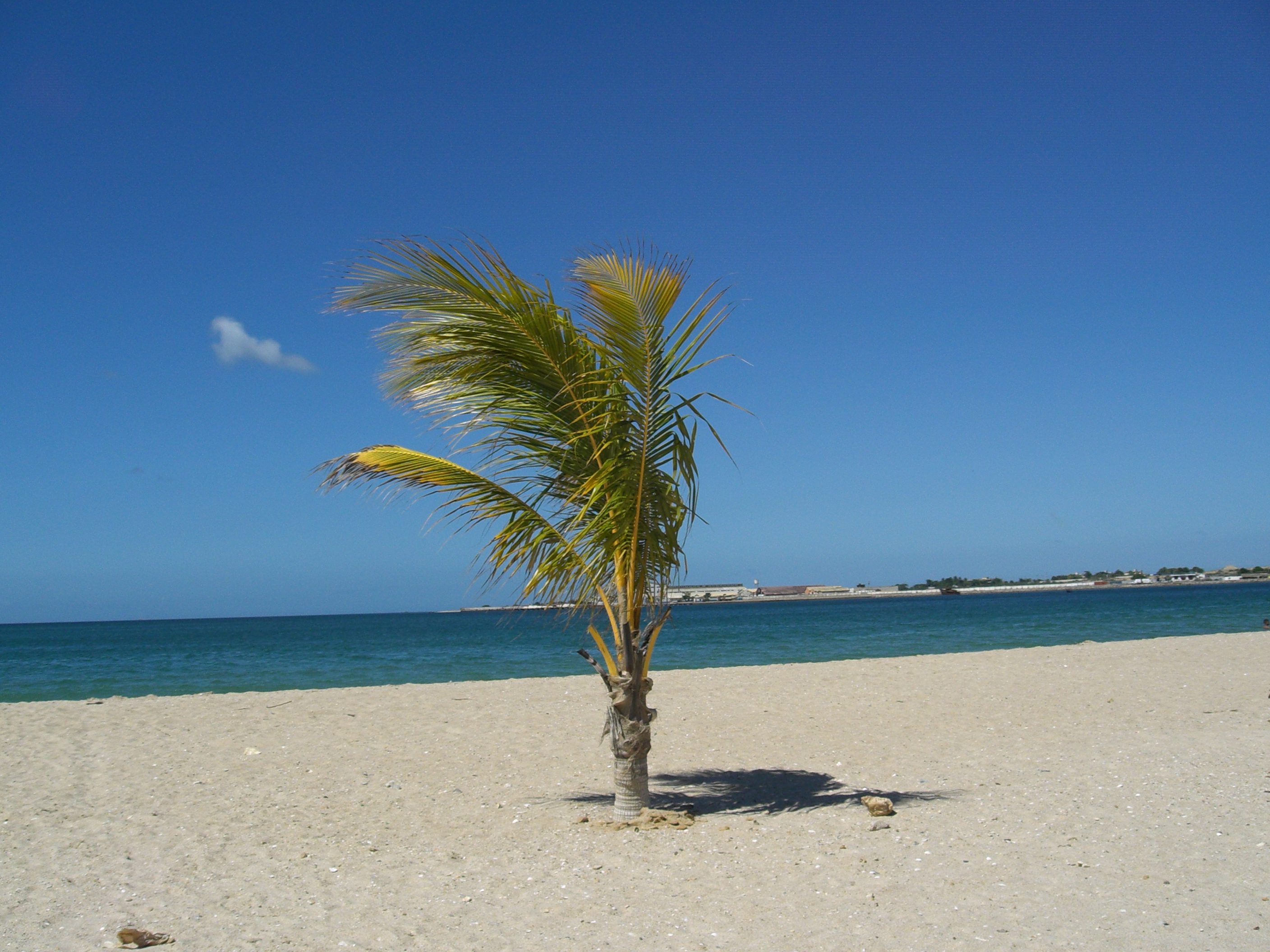

阿拉亞（西班牙語：Araya），是委內瑞拉的城鎮，位於該國北部蘇克雷州，是克魯斯薩爾梅龍阿科斯塔的首府，處於阿拉亞半島西端，距離庫馬納約70公里。